# Kościół św. Jakuba Apostoła w Ścinawce Dolnej
Kościół św. Jakuba Apostoła w Ścinawce Dolnej – główna świątynia parafii św. Jakuba w Ścinawce Dolnej. Kościół został wzniesiony w roku 1904 w stylu neoromańskim. 

## Historia
Pierwszy kościół wybudowany w tym miejscu był wzmiankowany w roku 1322. Był to obiekt drewniany w roku 1530 został zastąpiony świątynią murowaną. Obecny kościół był wznoszony w latach 1900-1904 i został konsekrowany 1 października 1904, zaraz po zakończeniu budowy.

## Architektura
Kościół został wzniesiony na planie prostokąta, posiada jedną nawę i masywną wieżę z ostrosłupowym hełmem, postawioną na osi bryły. Świątynia posiada transept, prezbiterium, wielobocznie zamkniętą apsydę i jest nakryta dachami dwuspadowymi. Na dachu, na skrzyżowaniu nawy z transeptem jest przysadzista sygnaturka. Wewnątrz znajdują się fragmenty późnogotyckiego tryptyku z przełomu XV i XVI w. i gotycka polichromowana rzeźba Matki Bożej z Dzieciątkiem i Pietà z XV wieku. Poza tym jest tam też kilka figur z XIX w., noszących cechy sztuki ludowej. Pozostałe wyposażenie świątyni pochodzi z okresu jej budowy. 

## Galeria

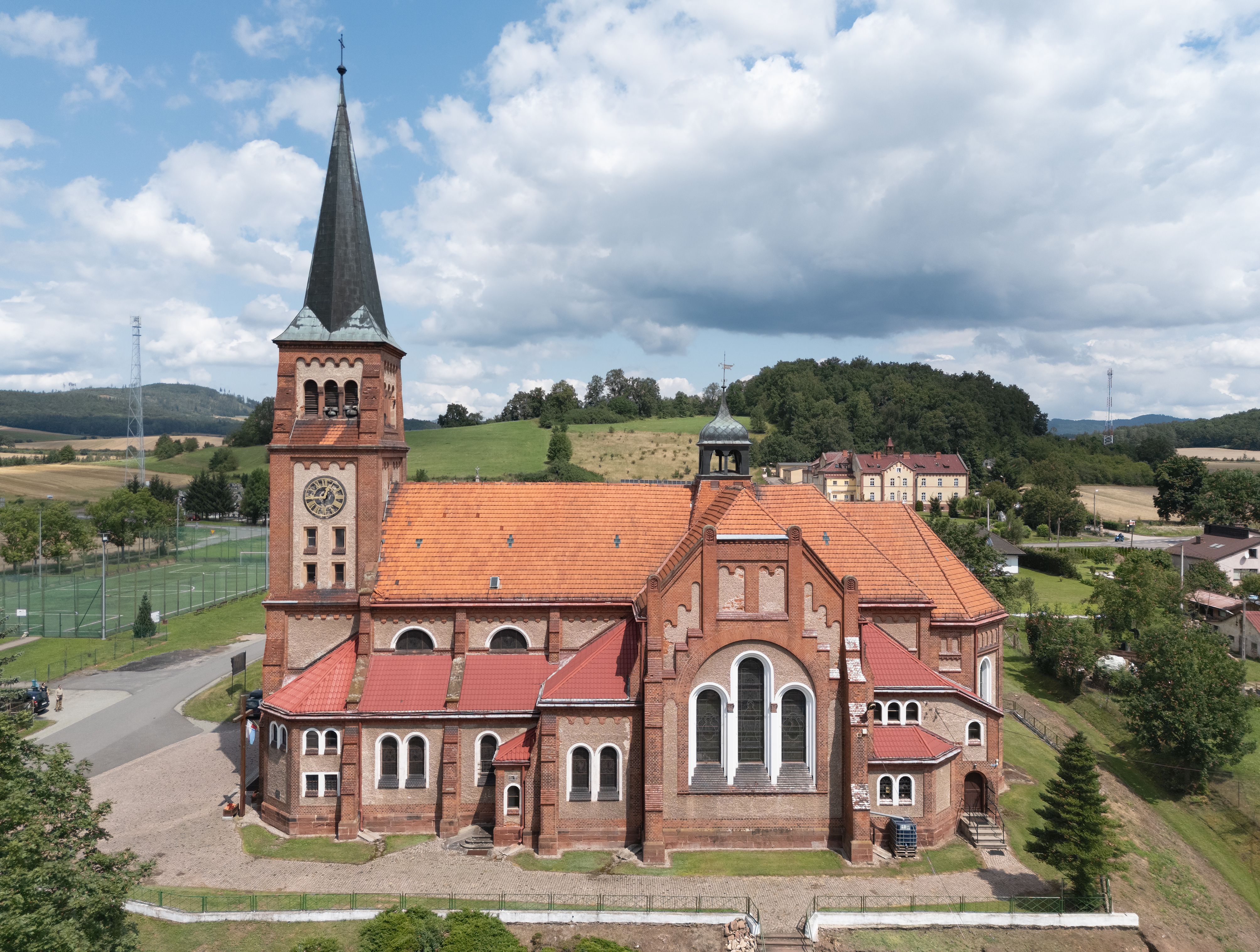
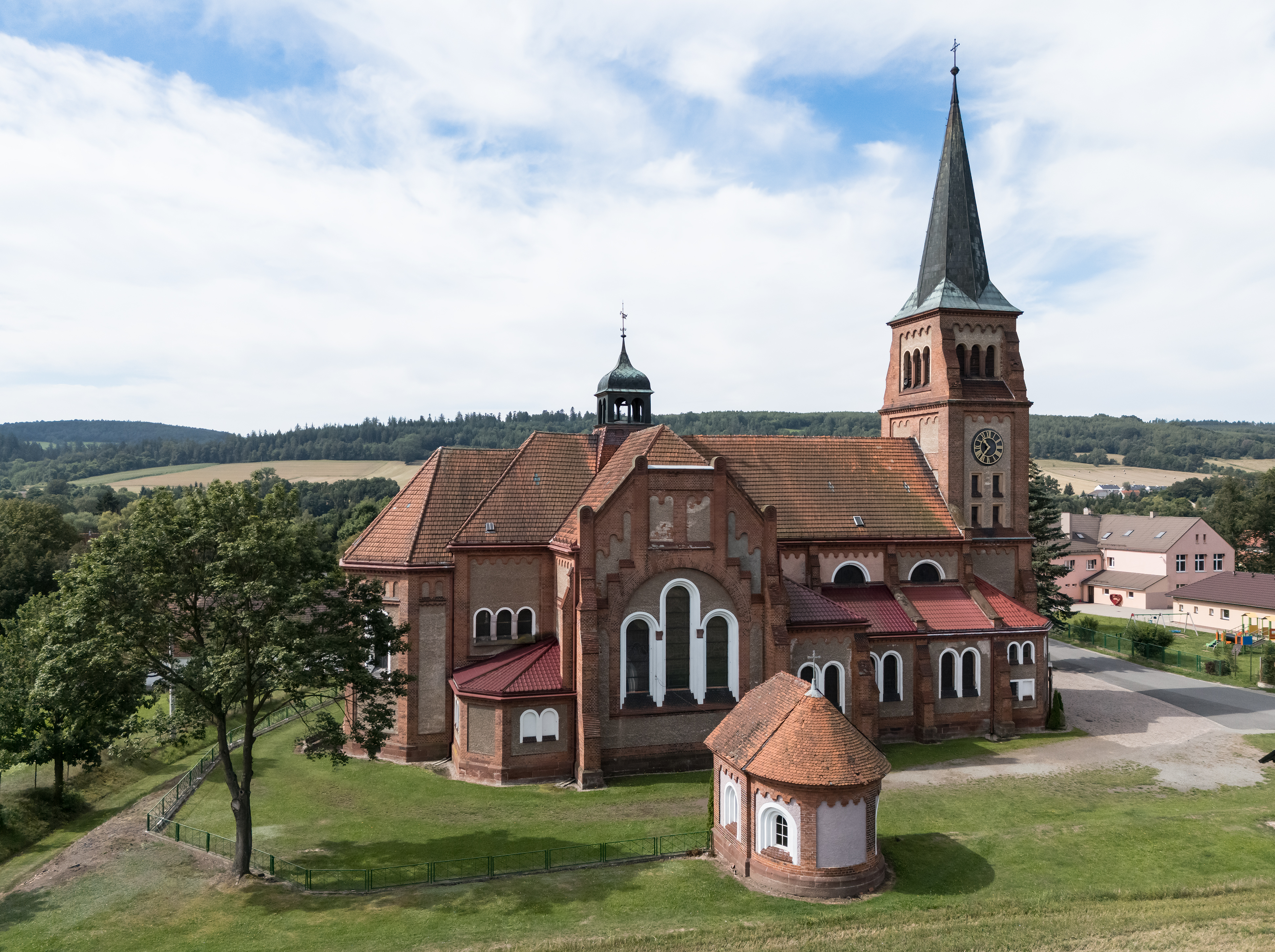
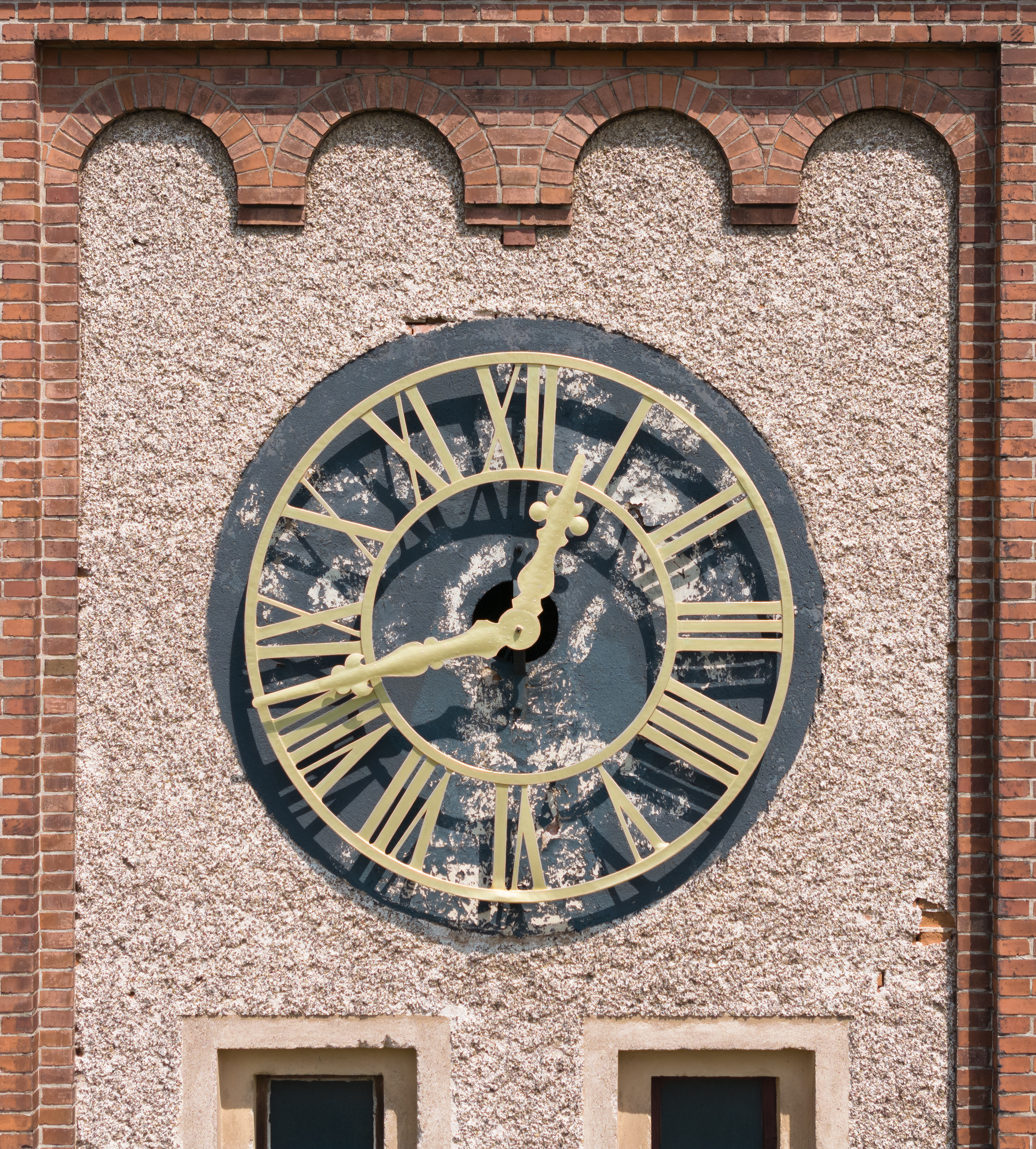
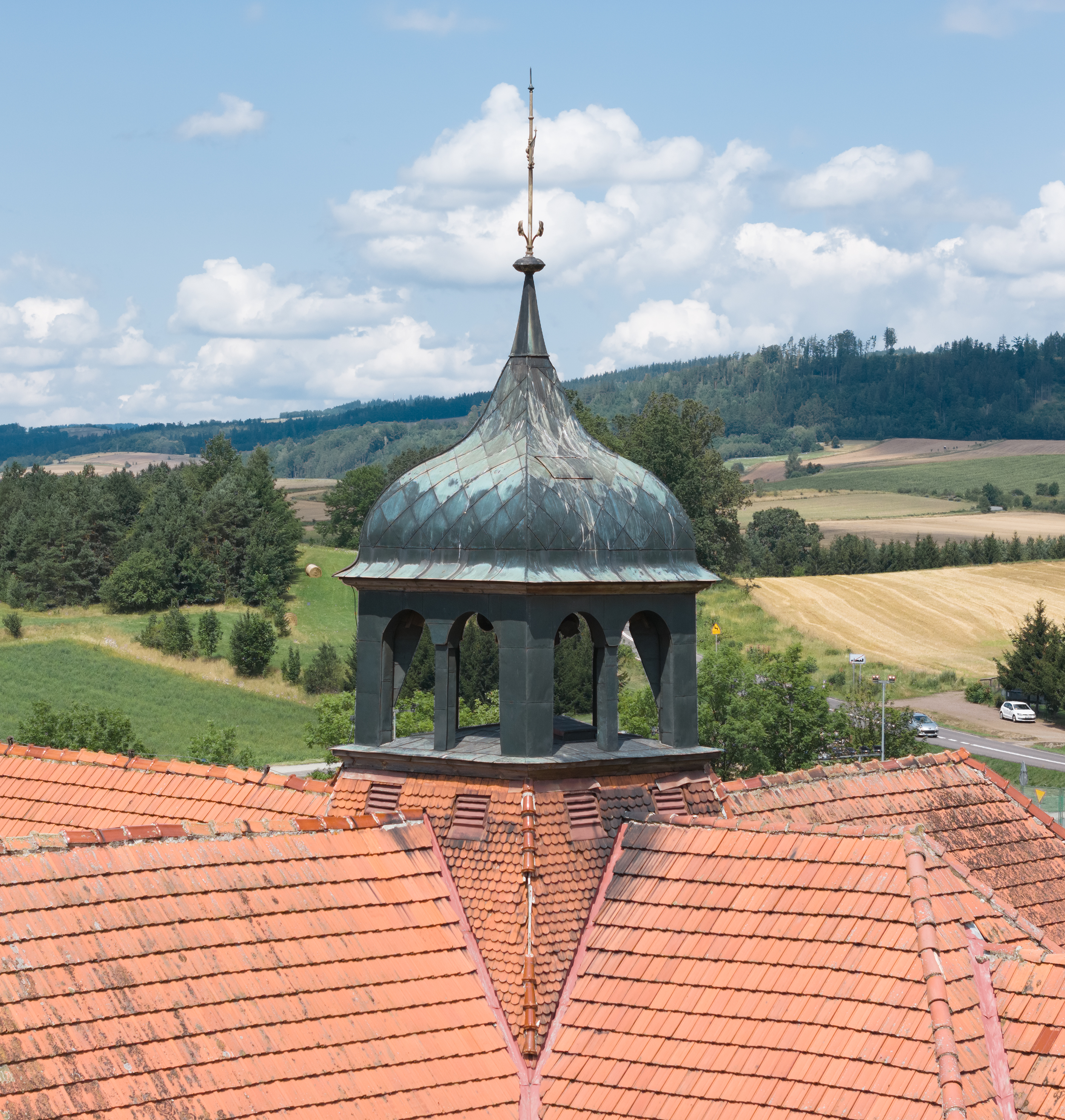
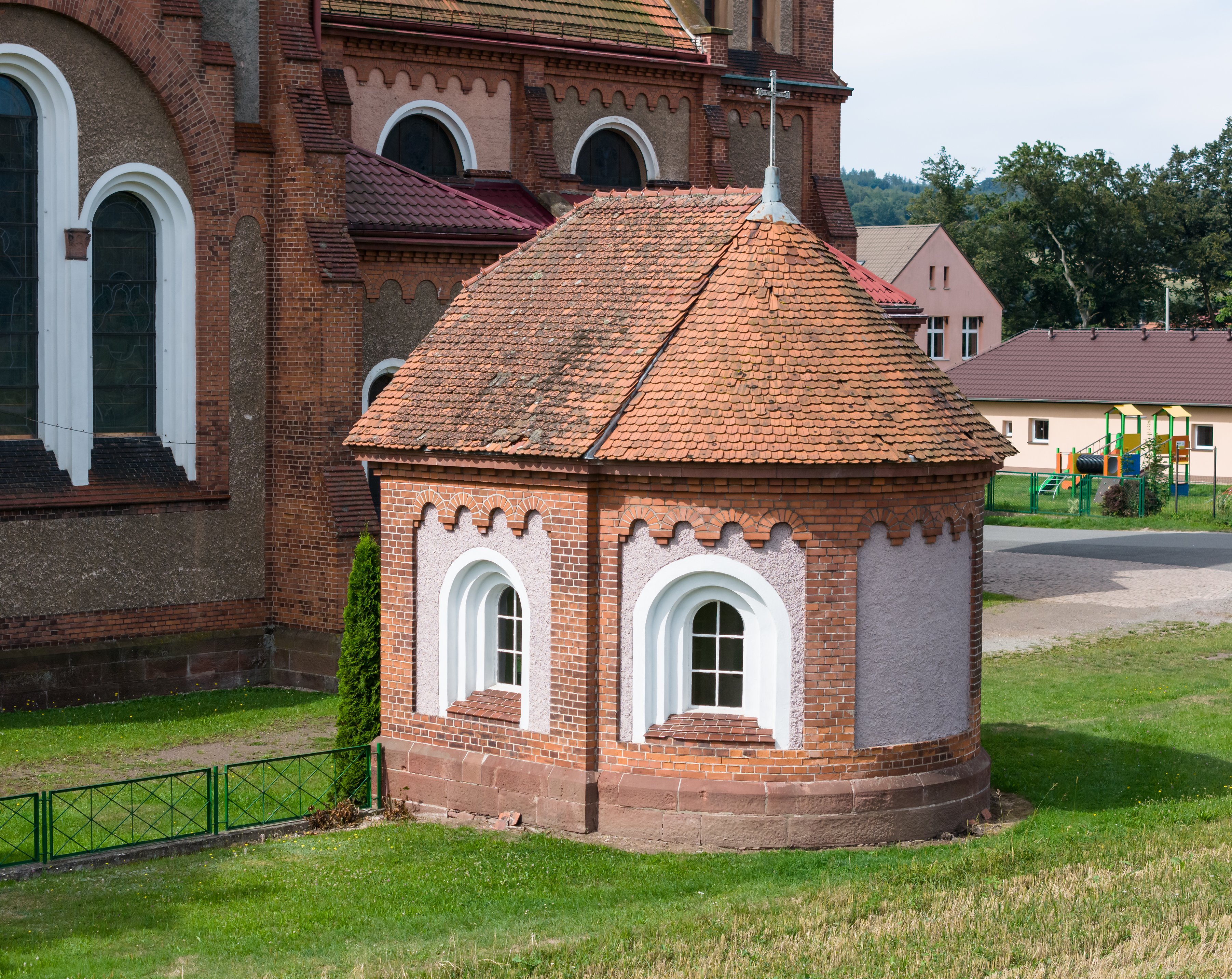